# كيندرا هاريسون
كيندرا هاريسون (بالإنجليزية: Kendra Harrison)‏ هي منافسة ألعاب القوى أمريكية، ولدت في 18 سبتمبر 1992 في تينيسي في الولايات المتحدة.

## وصلات خارجية
- كيندرا هاريسون على موقع الاتحاد الدولي لألعاب القوى (الإنجليزية)
- كيندرا هاريسون على موقع الاتحاد الأمريكي لسباقات المضمار والميدان (الإنجليزية)
- كيندرا هاريسون على موقع الدوري الماسي (الإنجليزية)
- كيندرا هاريسون على موقع TFRRS.org (الإنجليزية)
- كيندرا هاريسون على موقع اللجنة الأولمبية الدولية (الإنجليزية)
- كيندرا هاريسون على موقع أوليمبيديا (الإنجليزية)